# Albert Pellaton
Albert Pellaton (* 1898; † 1966) war ein Schweizer Uhrmacher und Erfinder.

## Leben
Albert Pellaton entstammte einer Uhrmacherfamilie und war der Enkel des gleichnamigen, auf Tourbillons spezialisierten Uhrmachers Albert Pellaton-Favre (1832–1914) und Neffe von James Pellaton (1873–1954, Direktor der Uhrmacherschule Technicum in Le Locle).
Albert Pellaton wurde nach seiner Uhrmacherlehre bei Vacheron Constantin angestellt und wurde anschließend dort Konstrukteur von Uhrwerken. Nach der Auflösung der Entwurfsabteilung aufgrund der Fusion von Vacheron Constantin mit Jaeger-LeCoultre verließ er 1944 das Unternehmen und wurde technischer Direktor bei IWC, was er bis 1966 blieb. Bei IWC entwickelte er 1946 für mechanische Armbanduhren den Pellaton-Aufzug mit einem veränderten Sperrklinkenmechanismus für einen beidseitigen Aufzug von Automatik-Armbanduhren. Der Mechanismus wurde 1950 patentiert. Damit konnte eine Gangreserve von bis zu sieben Tagen erreicht werden.
Im Jahr 1946 folgte die Entwicklung des Kalibers 89 mit Zentralsekunde, 1948 die Fliegeruhr Mark 11 mit innerem Gehäuse aus Weicheisen zur magnetischen Abschirmung, 1950 das erste IWC-Kaliber (Kaliber 85) mit automatischem Aufzug, 1954 die IWC Ingenieur, 1959 das Kaliber 44 für Damenuhren. Nach seinem Tod wurde Kurt Klaus sein Nachfolger, der Erfinder des ewigen Kalenders mit vierstelliger Jahresanzeige für Armbanduhren.